# Kościół Trójcy Świętej w Radzyniu Podlaskim
Kościół Trójcy Świętej w Radzyniu Podlaskim – rzymskokatolicki kościół w Radzyniu Podlaskim, który jest świątynią Parafii Trójcy Świętej w Radzyniu Podlaskim. Znajduje się na trasie Szlaku Renesansu Lubelskiego. Kościół św. Trójcy znajduje się u zbiegu ulic Ostrowieckiej i Jana Pawła II.

## Historia
Kościół ufundowała rodzina Mniszchów, dzierżawiąca dobra radzyńskie od połowy XVI do połowy XVII wieku. Budowa radzyńskiego kościoła została zakończona w roku 1641, o czym świadczy data nad głównym wejściem. Konsekracja kościoła odbyła się w roku 1644. Obecny kościół pw. Świętej Trójcy jest kontynuatorem wezwania najstarszego radzyńskiego kościoła i tradycji parafialnej. Jest on też zabytkiem późnorenesansowego budownictwa sakralnego w Polsce. W latach 2010–2013 kościół przeszedł renowację.

## Architektura
Do tej samej grupy kościołów, zaliczonych do dzieł architektonicznych tzw. typu lubelskiego, należą, obok radzyńskiego kościoła, również kościoły w Czemiernikach, Kazimierzu Dolnym, Uchaniach, Kodniu nad Bugiem, kolegiata w Zamościu. Kościół radzyński ma jedną nawę i dwie boczne kaplice. Nad zakrystiami architekt umieścił attyki będące jedną z cech polskiego budownictwa renesansowego. Po zewnętrznej stronie górnej części kościoła biegnie fryz utworzony przez regularnie rozmieszczone tryglify i metopy. Od strony wschodniej widzimy absydę. Charakterystycznym składnikiem manieryzmu jest dekoracyjna sieć sztukaterii, która tworzy we wnętrzu świątyni wielką liczbę różnych kompozycji. Dostojny i zabytkowy charakter świątyni wzmacniają obrazy Józefa Buchbindera, znanego twórcy religijnych dziel malarskich. Znajdują się one w głównym i bocznych ołtarzach, również na zasuwach.
W kaplicy Matki Bożej Różańcowej znajduje się stary, na drewnie malowany, obraz matki Bożej Różańcowej – prawdopodobnie rówieśnik kościoła. Tam też znajduje się grobowiec Mniszchów – jego fundatorów. Kaplica Pana Jezusa związana jest z tradycją Powstania Styczniowego. Umieszczone na bocznych ścianach nawy, tablice upamiętniają czyn zbrojny 35 radzyńskiego pułku piechoty ppłk „Mullera” w czasie okupacji niemieckiej i gehennę członków Radzyńskiego Związku Sybiraków.
Od strony zachodniej wznosi się brama – dzwonnica, wzniesiona na polecenie gen. Eustachego Potockiego przez Jakuba Fontanę w drugiej połowie XVIII wieku. Dzwonnica była dwukrotnie obiektem walk niepodległościowych.

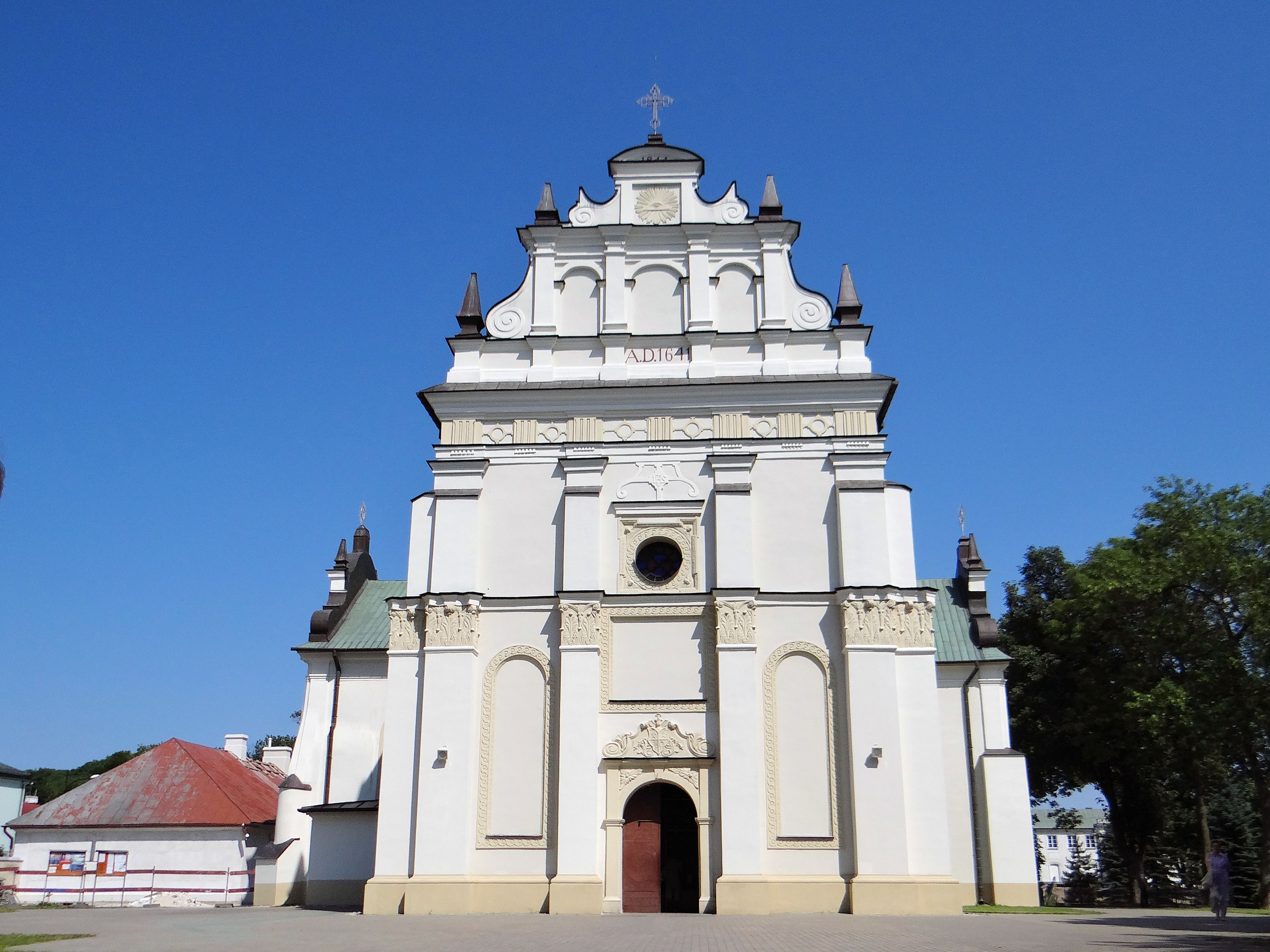
Fasada
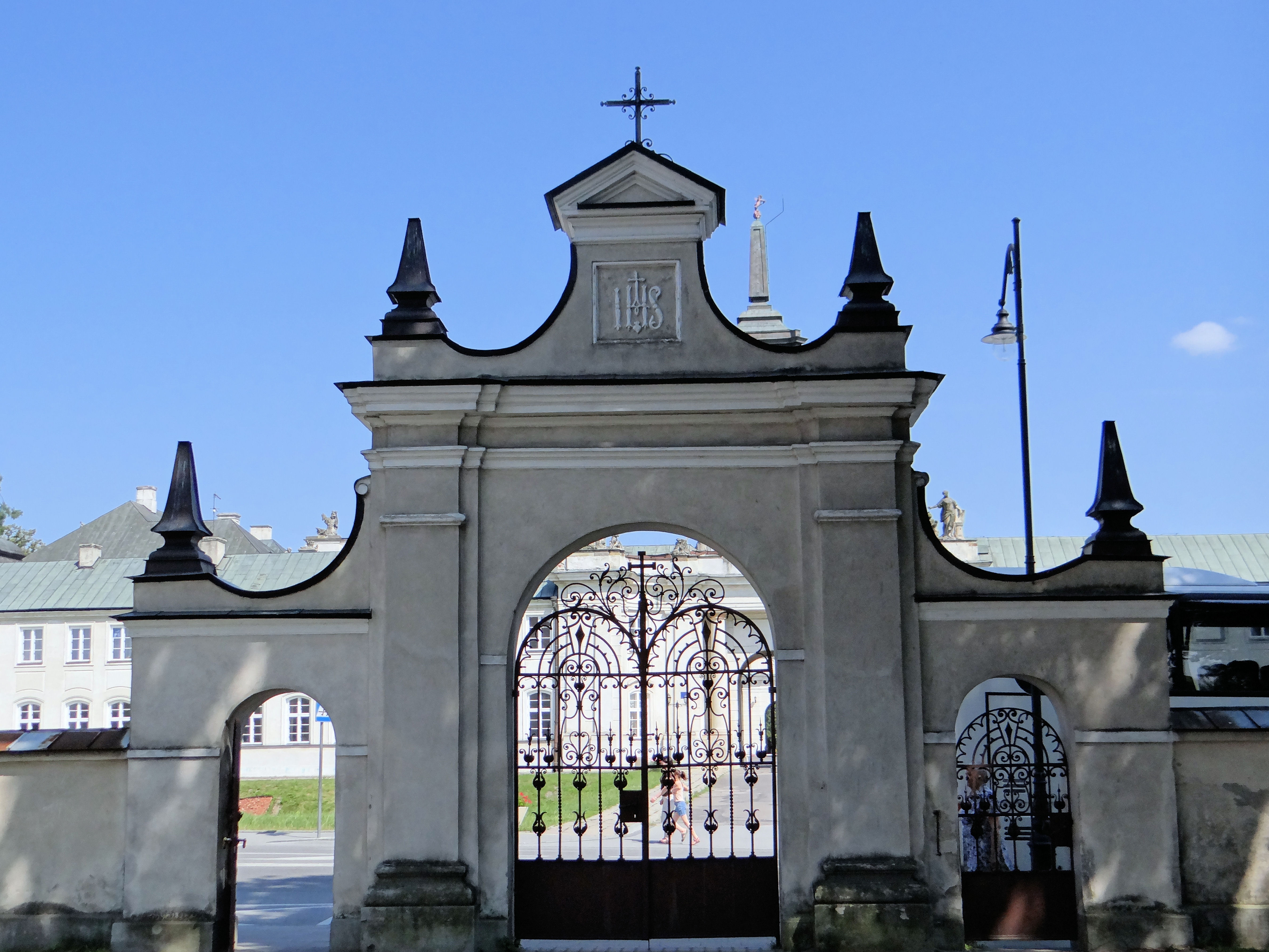
Brama
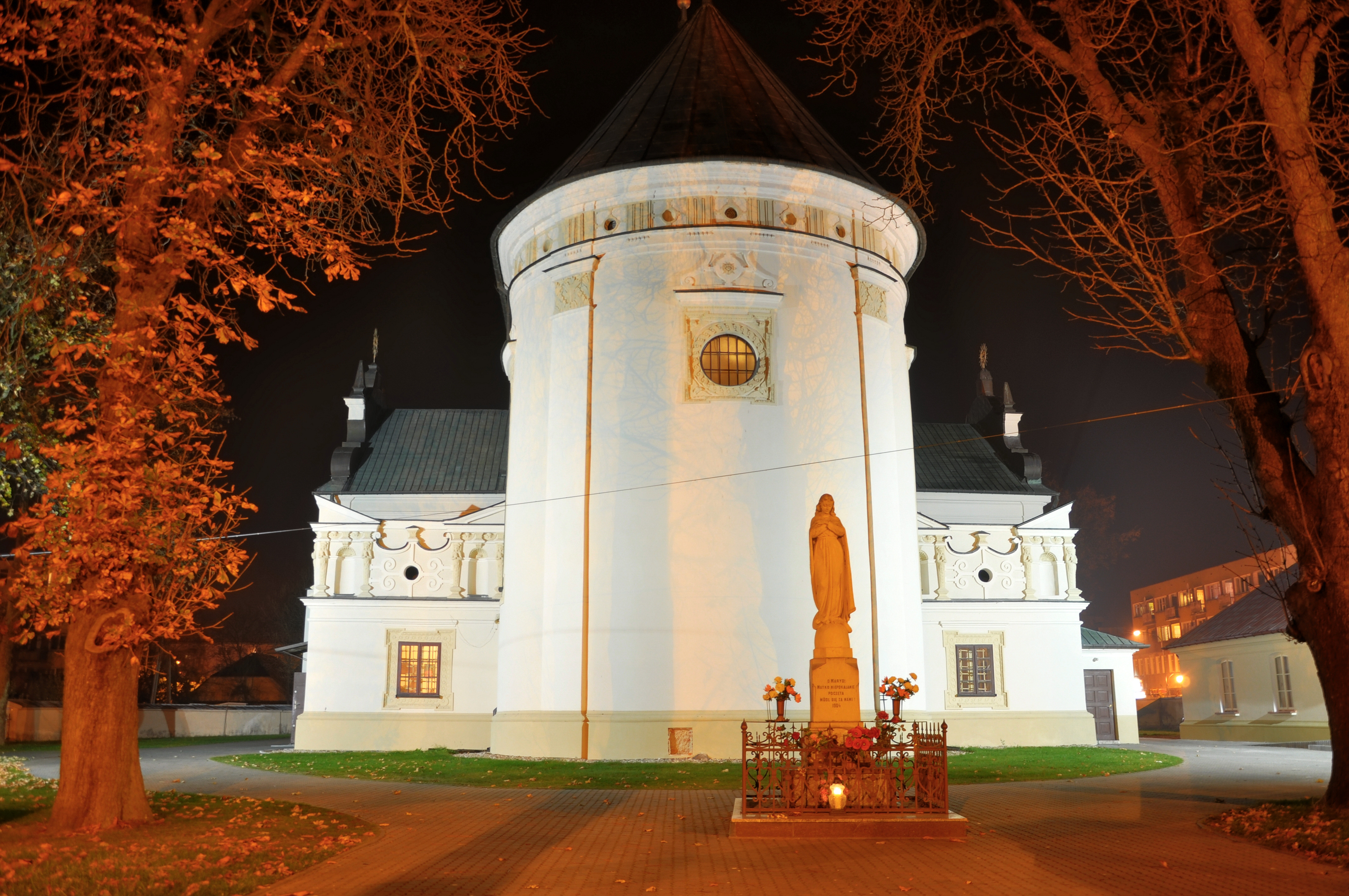
Prezbiterium
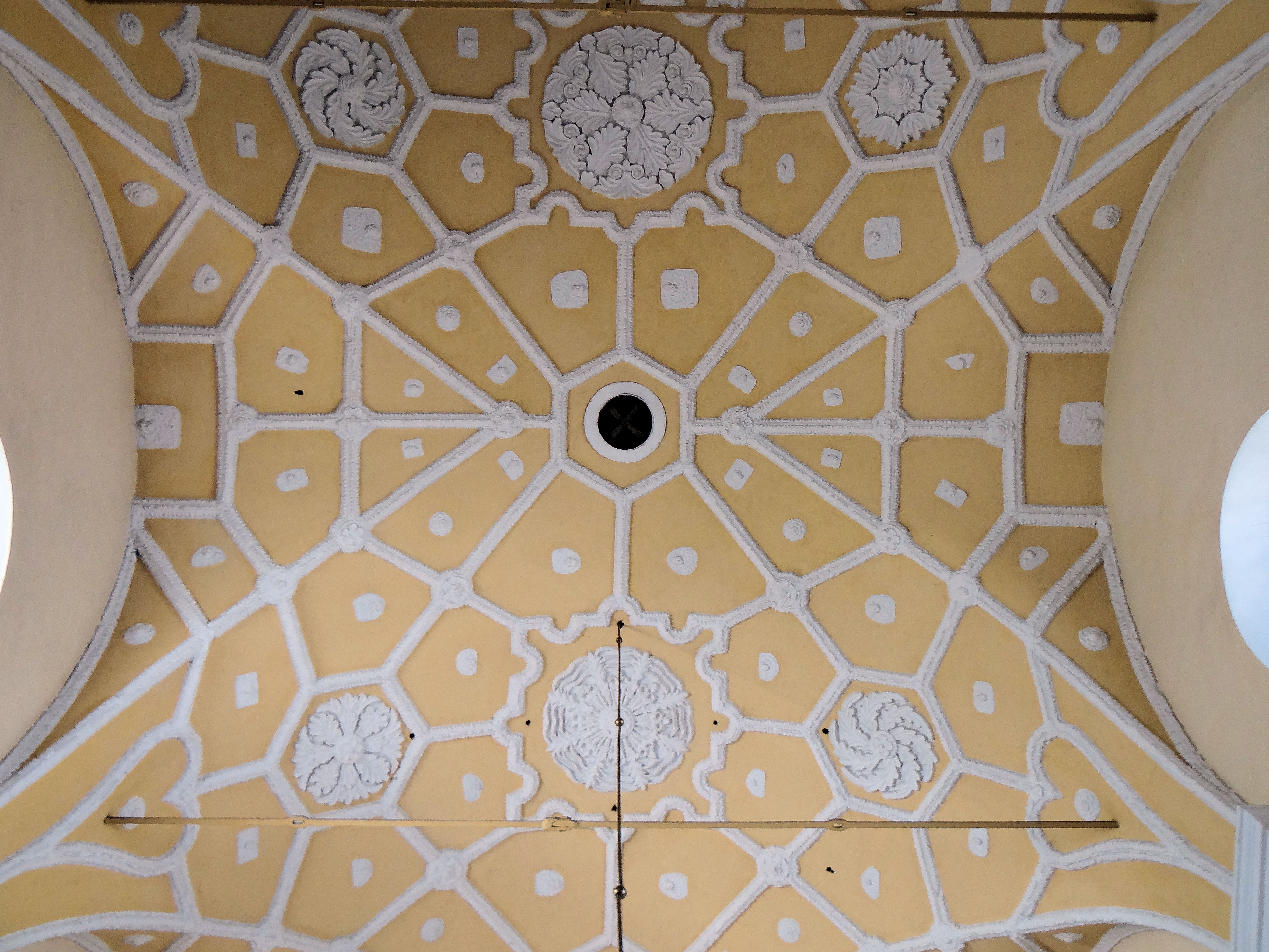
Sklepienie

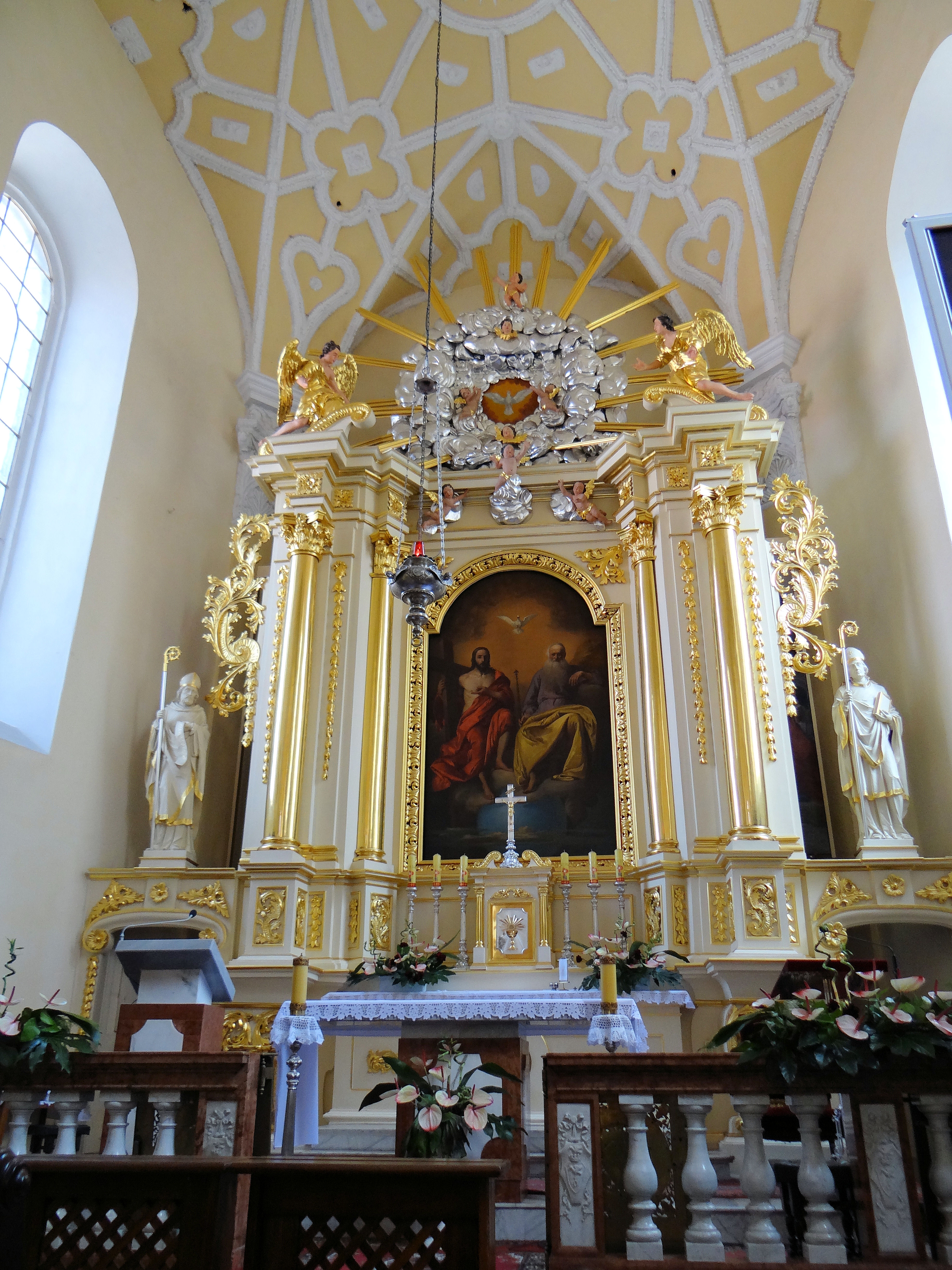
Ołtarz
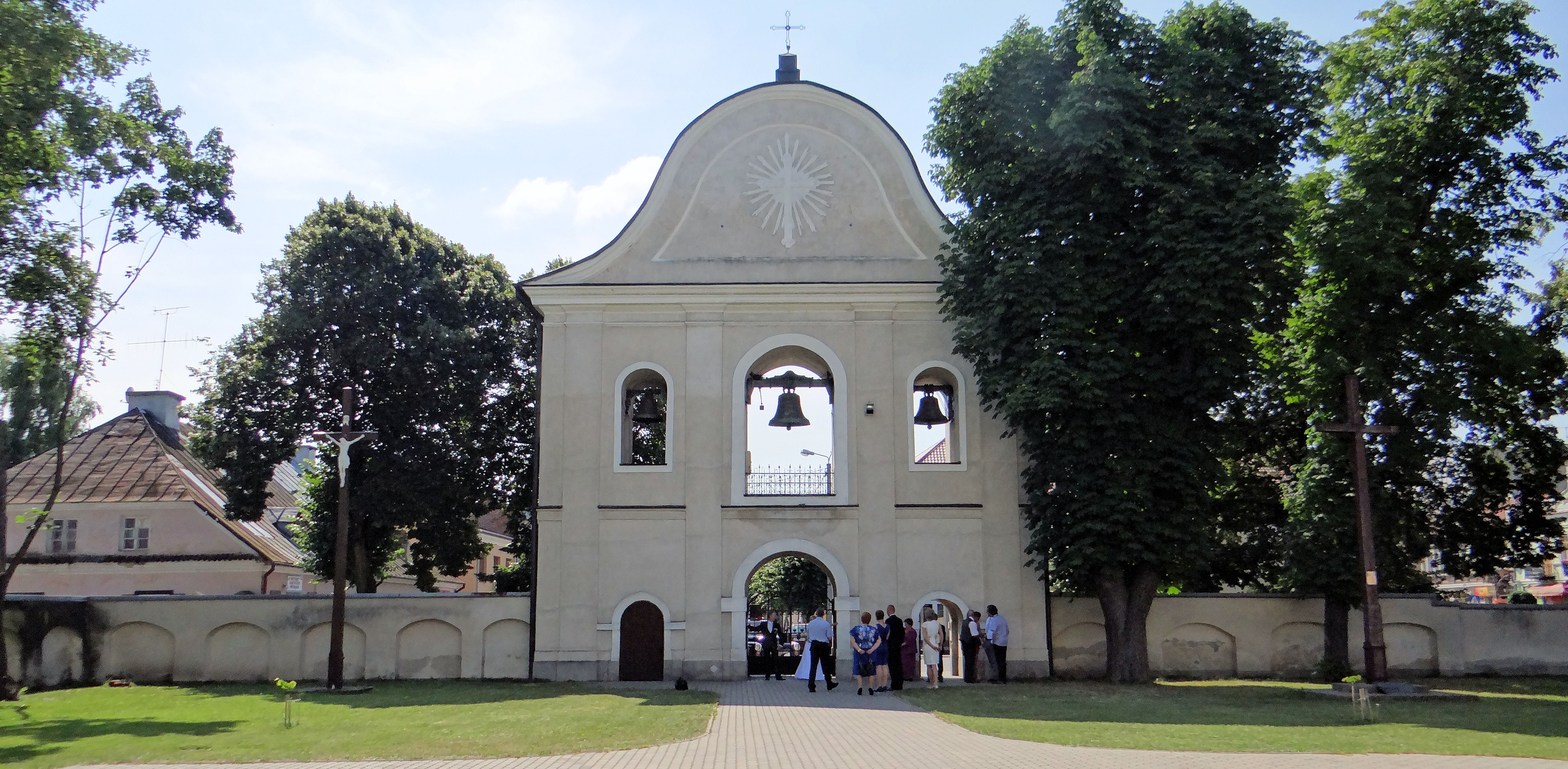
Dzwonnica
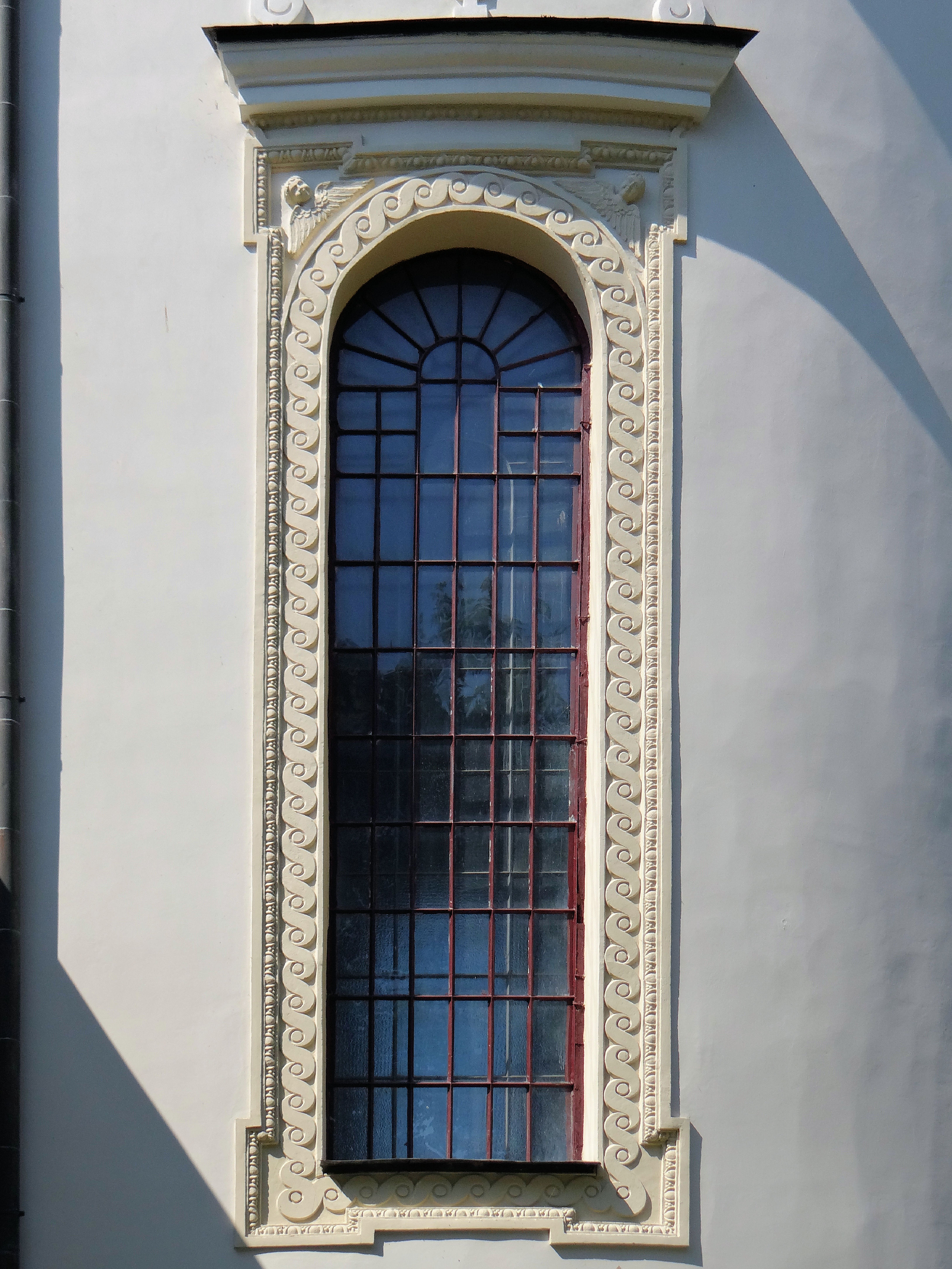
Okno
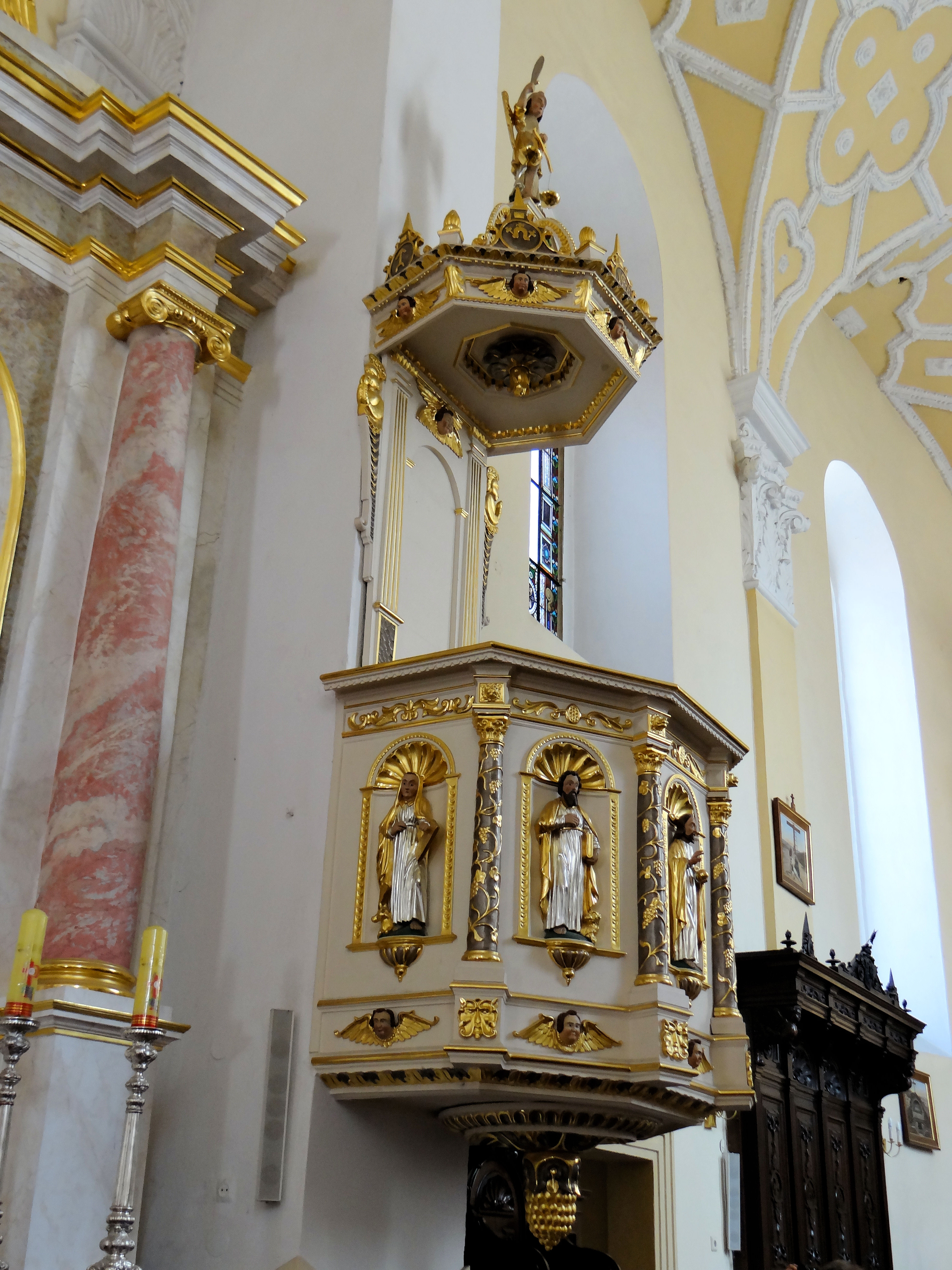
Ambona
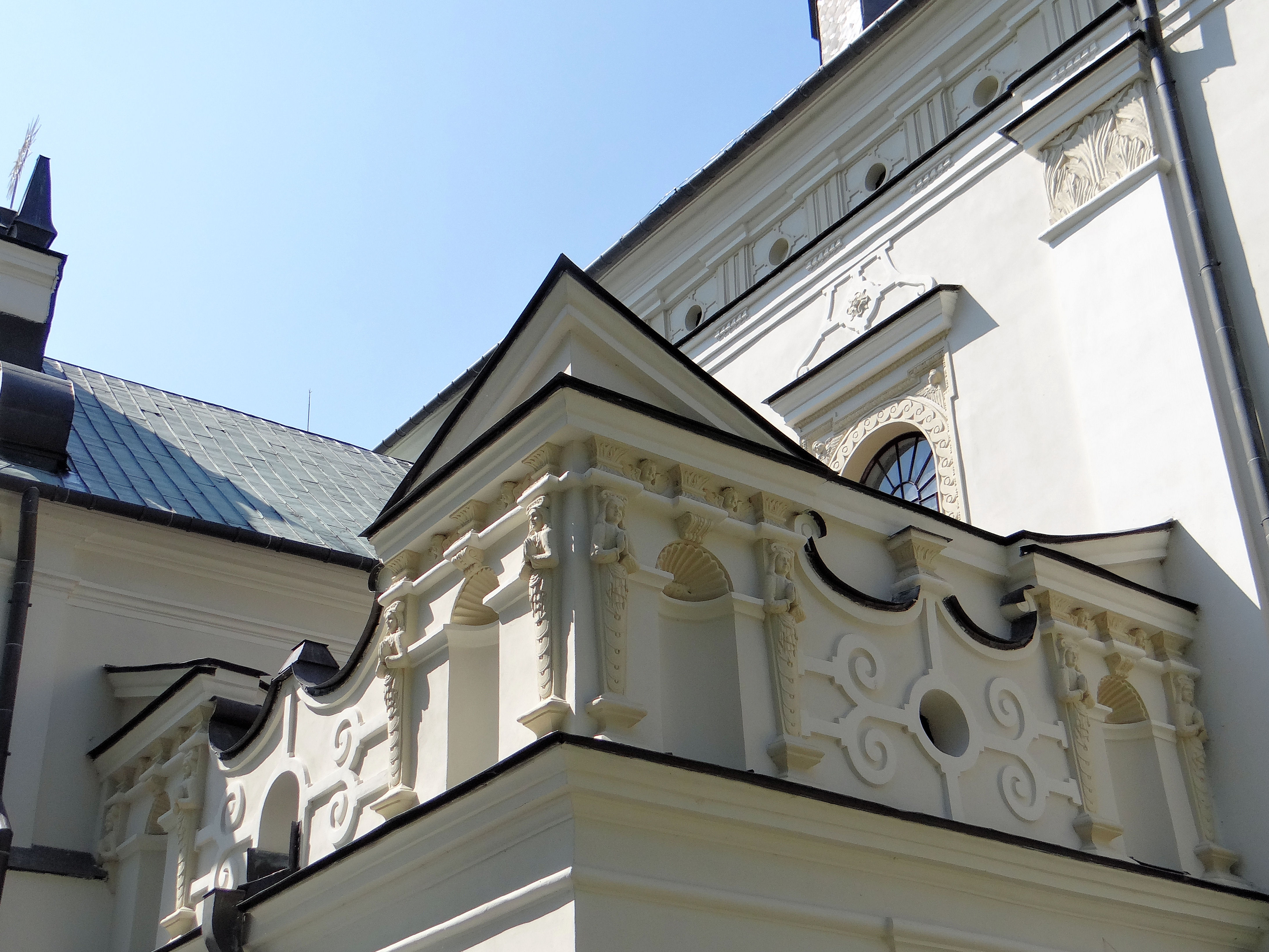
Attyka